# Il volto di Karin
Il volto di Karin (Karins ansikte) è un cortometraggio del 1984 diretto da Ingmar Bergman.

## Trama
Il tema di questo piccolo film è il volto della madre del regista, Karin Åkerblom. Come racconta lui stesso nella propria autobiografia, si limita a riprendere con una macchina da presa a 8 millimetri e un obiettivo speciale fotografie dell'album di famiglia. Il volto della madre compare dalla prima fotografia fatta all'età di tre anni fino all'ultima fototessera scattata poco tempo prima della morte avvenuta all'età di settantasei anni. Il regista ripercorre i momenti salienti della vita della madre..

## Commento
Il commento è costituito da didascalie di scritte bianche su fondo nero.

## Musica
- Preludio op.28 n.2 in la minore di Fryderyk Chopin
- Sonata per flauto e cembalo in mi bemolle maggiore BWV 1031 di Johann Sebastian Bach

Le musiche sono arrangiate ed eseguite dalla pianista Käbi Laretei.

## Produzione
Il film è prodotto da Ingmar Bergman per Cinematograph AB.

## Distribuzione
Il cortometraggio terminato nel 1983 viene presentato il 2 novembre 1985 in un festival del cinema nordico a Lubecca abbinato al film Åke and His World di Allan Edwall e al festival di Berlino del 1986 abbinato a un film di Miklós Jancsó, L'aube.
Viene trasmesso dalla televisione svedese il 29 settembre 1986.
In Italia viene distribuito nel marzo 2005, come contenuto speciale dell'edizione in DVD de Il posto delle fragole.
In inglese il film è conosciuto con il titolo di Karin's Face.